# Operação Galopeira
Operação Galopeira foi uma operação da Polícia Federal deflagrada em dezembro de 2022 com o objetivo de combate ao tráfico de substâncias usadas na diluição da cocaína pura para consumo.
Cerca de 80 policiais federais cumpriram 19 mandados de busca e apreensão nas cidades de Goiânia, Trindade, Rio Verde e Ponta Porã.
Batizada de Galopeira, a operação segue o rastro de contrabandistas paraguaios que passaram a atuar em território brasileiro, repassando a narcotraficantes locais itens como cigarro, agrotóxicos e insumos que, misturados a cocaína, faziam a droga render e com isso obter lucros maiores.